# Vladičin Han
Vladičin Han (Servisch: Владичин Хан) is een gemeente in het Servische district Pčinja.
Vladičin Han telt 23.703 inwoners (2002). De oppervlakte bedraagt 366 km², de bevolkingsdichtheid is 64,8 inwoners per km².

## Plaatsen in de gemeente
| - Balinovce - Bačvište - Belanovce - Beliševo - Bogoševo - Brestovo - Vladičin Han - Vrbovo - Garinje - Gornje Jabukovo - Gramađe - Dekutince - Donje Jabukovo | - Dupljane - Žitorađe - Zebince - Jagnjilo - Jastrebac - Jovac - Kalimance - Kacapun - Koznica - Kopitarce - Kostomlatica - Kržince - Kukavica | - Kunovo - Lebet - Lepenica - Letovište - Ljutež - Mazarać - Manajle - Manjak - Mrtvica - Ostrovica - Polom - Prekodolce - Priboj | - Ravna Reka - Rdovo - Repince - Repište - Ružiće - Solačka Sena - Srneći Dol - Stubal - Suva Morava - Tegovište - Urvič - Džep |